# Oleodotto dell'Amicizia
L'oleodotto dell'Amicizia (in russo нефтепровод «Дружба»?, Nefteprovod Družba), costruito agli inizi degli anni '60, è il più lungo oleodotto del mondo e trasporta petrolio per circa 4.000 km dalla Russia verso l'Europa centrale, con due diramazioni: una settentrionale che rifornisce Bielorussia, Polonia, Germania, Lettonia e Lituania, e una meridionale che rifornisce Ucraina, Slovacchia, Ungheria e Croazia. Il nome allude al fatto che l'oleodotto forniva il petrolio alle regioni occidentali dell'Unione Sovietica, povere di idrocarburi, e ai paesi dell'ex blocco sovietico. Oggi è la principale arteria per il trasporto di petrolio russo e kazako verso l'Europa.

## Storia
Il 18 dicembre 1959 la decima sessione del Comecon, tenutasi a Praga, adottò una decisione e un accordo che prevedeva la costruzione di un oleodotto per il greggio dall'Unione Sovietica alla Polonia, Cecoslovacchia, Repubblica Democratica Tedesca e Ungheria.
Ciascun paese doveva fornire il necessario materiale da costruzione, i macchinari e la manodopera. Nel 1962 per la prima volta il petrolio raggiungeva la Cecoslovacchia, nel settembre del 1963 l'Ungheria, nel novembre del 1963 la Polonia, nel dicembre dello stesso anno la Repubblica Democratica Tedesca. L'intero oleodotto fu messo in funzione nell'ottobre del 1964. Originariamente il petrolio pompato attraverso l'oleodotto dell'Amicizia proveniva dai pozzi petroliferi del Tatarstan e dall'Oblast' di Samara (all'epoca Kuybyšev). Negli anni settanta l'oleodotto fu prolungato ulteriormente.
Nell'aprile 2025, a seguito del deteriorarsi dei rapporti con la Russia nel contesto dell'invasione dell'Ucraina, la Repubblica Ceca ha interrotto le importazioni di petrolio russo dall'oleodotto dell'Amicizia e ha deciso di servirsi dell'Oleodotto Transalpino.

## Percorso
L'oleodotto parte da Al'met'evsk in Tatarstan, dove raccoglie il petrolio dalla Siberia occidentale, dagli Urali e dal mar Caspio. Si dirige a Mazyr nella Bielorussia meridionale, dove si dirama nei tronconi meridionale e settentrionale. Il ramo settentrionale attraversa la Bielorussia e la Polonia per giungere a Schwedt in Germania.  Rifornisce la raffinerie di Płock e di Schwedt. Mediante l'oleodotto Płock-Danzica è collegato al terminale Naftoport di Danzica, usato per la ri-esportazione di petrolio. A Schwedt l'oleodotto dell'Amicizia è collegato con l'oleodotto MVL a Rostock e Spergau.
Il ramo meridionale corre attraverso l'Ucraina. A Brody è collegato con l'oleodotto Odessa-Brody, che è ora usato per trasportare petrolio verso il Mar Nero. A Užgorod l'oleodotto si divide in due rami verso la Slovacchia (Družba-1 - il percorso originario) e l'Ungheria (Družba-2). Il ramo slovacco si divide ancora presso Bratislava: un tratto punta verso nord-ovest diretto in Repubblica Ceca e l'altro punta verso sud diretto in Ungheria. L'oleodotto Družba-1 si dirama verso l'Ungheria a Ipeľ, attraversa il confine ungherese a Dregelypalank e giunge a Százhalombatta. In Ungheria, l'oleodotto Družba-1 rifornisce la raffineria Duna, mentre Družba-2 rifornisce le raffinerie Duna e Tisza.
La raffineria di Mažeikių Nafta in Lituania e il terminale petrolifero di Ventspils in Lettonia sono collegati all'oleodotto principale da una diramazione da Uneča nell'Oblast' di Brjansk. Questo ramo è stato messo fuori servizio nel 2006 e probabilmente non tornerà operativo.
I tratti dell'oleodotto dell'Amicizia nei diversi paesi fuori dalla Russia misurano:
- 2.910 km in Bielorussia
- 1.490 km in Ucraina
- 670 km in Polonia
- 130 km in Ungheria
- 332 km in Lituania
- 420 km in Lettonia
- 400 km in Slovacchia e in Repubblica Ceca insieme[3][7]

## Specifiche tecniche
L'oleodotto dell'Amicizia al presente ha la portata di 1,2-1,4 milioni di barili al giorno. Attualmente sono in corso lavori per aumentare la portata nel tratto fra Bielorussia e Polonia. Le condotte variano in diametro da 420 mm a 1020 mm. Ci sono 20 stazioni di pompaggio.

## Operatori
La parte russa dell'oleodotto è operata da Transneft attraverso OAO MN Družba. In Bielorussia l'operatore è Gomeltransneft Družba, in Ucraina UkrTransNafta, in Polonia PERN company, in Slovacchia Transpetrol, in Repubblica Ceca Mero e in Ungheria MOL.